# Lista decoraților cu Ordinul „Gloria Muncii” (anii 2010)
Articol principal: Ordinul „Gloria Muncii” (Republica Moldova). Vezi și: anii 1990 • anii 2000 • anii 2020
Ordinul „Gloria Muncii” este un ordin oficial în Republica Moldova, care se conferă pentru rezultate excepționale în muncă, activitate publică de vază, și contribuții substanțiale în domeniul culturii, științei, sportului, vieții publice sau social-economice. Este conferit de către Președintele Republicii Moldova.
Pagina dată conține lista tuturor persoanelor, întreprinderilor, instituțiilor, organizațiilor, colectivelor de creație și unităților militare care au fost decorate cu Ordinul „Gloria Muncii” pe parcursul anilor 2010.

## Persoane și organizații decorate

### 2010
- Anatol Ciocanu, scriitor[2]
- Ion Anton, judecător-asistent la Curtea Constituțională[3]
- Dumitru Țîra, șef al Serviciului de presă al Curții Constituționale[3]
- Tudor Lupașcu, director al Institutului de Chimie al Academiei de Științe a Moldovei[4]
- Valeriu Melnicov, președinte de onoare al Federației de Polo pe Apă[5]
- Valeriu Nemerenco, membru al Comisiei juridice, numiri și imunități a Parlamentului[6]
- Vugar Novruzov, președinte al Congresului Azerilor din Republica Moldova[7]
- Constantin Matcovschi, farmacolog-expert la Agenția Medicamentului[8]
- Dmitrii Noroc, director al Spitalului Clinic Municipal nr. 4, Chișinău[8]
- Anastasia Pascari, judecător la Curtea Supremă de Justiție[9]
- Victor Ceban, director al Întreprinderii Municipale „Apă-Canal”, Ungheni[10]
- Victor Corcodel, director al Regiei „Apă-Canal”, Bălți[10]
- Eleferii Haruța, șef al Asociației de Gospodărire a Spațiilor Verzi, Chișinău[10]
- Gheorghe Lică, director general al Întreprinderii Municipale „Amen-Ver”, Hîncești[10]
- Ana Mamaeva, muncitoare la Întreprinderea Municipală de Gestionare a Fondului Locativ, Chișinău[10]
- Tudor Maniv, director al Regiei „Autosalubritate”, Chișinău[10]
- Mihail Ocinschi, președinte al Comitetului sindical al Societății pe Acțiuni „Apă-Canal”, Chișinău[10]
- Victor Otgon, conducător de troleibuz la Întreprinderea Municipală „Regia Transport Electric”, Chișinău[10]
- Mihai Severovan, președinte al Asociației Patronale a Serviciilor Publice[10]
- Vasile Zagaevschi, director al Întreprinderii Municipale „Apă-Canal”, Cahul[10]
- Lidia Kulikovski, director general al Bibliotecii Municipale „B.P. Hasdeu”, Chișinău[11]
- Victor Miculeț, director general al Societății cu Răspundere Limitată „Autospace”[12]
- Constantin Meriacre, antrenor-profesor la „DAX Club Moldova”[13]
- Victor Boian, consilier în Consiliul sătesc Carahasani, raionul Ștefan Vodă[14]
- Zinaida Țărnă, șef de direcție la Centrul de Cultură și Artă „Ginta Latină”[15]
- Vladimir Nirca, șef de direcție la Consiliul municipal Chișinău[16]
- Constantin Cobîlean, director al Școlii Sportive Specializate din orașul Călărași[17]
- Valeriu Grosul, director al Școlii Sportive Specializate din orașul Dubăsari[17]
- Vitalie Radcicov, veteran al sportului[17]
- Gheorghe Diaconu, director executiv al Întreprinderii Piscicole „Costești” S.A., raionul Ialoveni[18]
- Gheorghe Croitor, șef de catedră la Universitatea de Stat de Medicină și Farmacie „Nicolae Testemițanu” (USMF)[19]
- Aurel Danilov, profesor universitar la USMF[19]
- Anadela Glavan, director al Asociației Medicale Teritoriale Centru, municipiul Chișinău[19]
- Tihon Moraru, conferențiar universitar la USMF[19]
- Mihail Moscaliuc, medic la Spitalul Clinic Republican[19]
- Valeriu Oglindă, director general al Clinicii de Medicină Estetică „Sancos” SRL[19]
- Vasile Balan, membru al Comisiei administrație publică, mediu și dezvoltare regională a Parlamentului[20]
- Gheorghe Ojog, primar al satului Corjova, raionul Criuleni[21]
- Nicolai Deatovschi, președinte al Consiliului Societății pe Acțiuni „Pulsar-Plus”, municipiul Chișinău[22]
- Vitalie Țărnă, instructor la Filiala Orhei a Centrului de Pregătire a Specialiștilor pentru Armata Națională[23]
- Gheorghe Beliciuc, director al Societății cu Răspundere Limitată „Moldovatransgaz”, Drochia[24]
- Alexandru Bantoș, scriitor[25]
- Argentina Cupcea (Josu), scriitoare[25]
- Fiodor (Todur) Zanet, scriitor[25]
- Elena Bejenaru, director al Direcției generale la Ministerul Construcțiilor și Dezvoltării Regionale[26]
- Pavel Caba, președinte al Federației Patronale a Constructorilor, Drumarilor și a Producătorilor Materialelor de Construcție „Condrumat”[26]
- Procopie Perjan, administrator al Întreprinderii de Stat Specializate „Inmex”[26]
- Ion Caras, antrenor principal al echipei de fotbal „Nistru”, Otaci[27]
- Gheorghii Tegleațov, expert în cadrul Federației Moldovenești de Fotbal (FMF)[27]
- Anatolii Teslev, director sportiv în cadrul FMF[27]
- Margareta Bîtca, director adjunct al Direcției generale finanțe a Consiliului municipal Chișinău[28]
- Vasile Bulicanu, director al Direcției generale sinteză bugetară a Ministerului Finanțelor[28]
- Valentina Văzdăuțan, director adjunct al Direcției generale finanțe a Consiliului municipal Chișinău[28]
- Felicia Lozan, profesor la Liceul Teoretic „Petru Zadnipru”, municipiul Chișinău[29]
- Vasile Pîntea, director al Agenției Rezerve Materiale[30]
- Mihail Furtună, viceprimar al municipiului Chișinău[31]
- Serafim Belicov[32]
- Leo Botnaru[32]
- Raisa Ciobanu[32]
- Eugen Gheorghiță[32]
- Nina Josu[32]
- Haralambie Moraru[32]
- Iulius Popa[32]
- Arcadie Suceveanu[32]
- Elena Tamazlâcaru[32]
- Vasile Andriaș, colonel în rezervă[33]
- Serghei Guțu, colonel în rezervă[33]
- Ion Targon, colonel în rezervă[33]
- Alexandra Vasilachi, maior în rezervă[33]
- Ina Sandler, director al Întreprinderii de Stat de Alimentație Publică „Rîșcani-ȘC”, municipiul Chișinău[34]
- Tudor Șuiu, primar al comunei Mîndrești, raionul Telenești[35]
- Larisa Lupu, șef de catedră la Universitatea de Stat de Medicină și Farmacie „Nicolae Testemițanu” (USMF)[36]
- Viorel Prisacari, prorector al USMF[36]
- Ion Straista, medic la Maternitatea Municipală nr. 2, Chișinău[36]
- Constantin Tighineanu, șef de secție la Centrul de Sănătate Publică raional Orhei[36]
- Andrei Hariton, profesor universitar la Universitatea de Stat din Tiraspol (cu sediul la Chișinău)[37]
- Eudochia Bajerean, conferențiar universitar la Academia de Studii Economice[38]
- Ion Bodiu, profesor la Gimnaziul din satul Corpaci, raionul Edineț[38]
- Alexei Cașu, cercetător științific principal la Institutul de Matematică și Informatică al Academiei de Științe a Moldovei[38]
- Svetlana Jitariuc, director adjunct al Liceului Teoretic „Ștefan cel Mare și Sfînt” din orașul Grigoriopol[38]
- Gabriel Palade, director al Colegiului Financiar-Bancar „A. Diordița” din Chișinău[38]
- Valerii Samohvalov, director adjunct al Liceului Teoretic din satul Larga, raionul Briceni[38]
- Alexandra Tănase, profesor la Liceul Teoretic „Gaudeamus” din municipiul Chișinău[38]
- Vladimir Cober, profesor la Școala de Muzică nr. 3 din municipiul Chișinău[39]
- Vera Grigoriev, profesor universitar interimar la Academia de Muzică, Teatru și Arte Plastice[39]
- Alexandru Balanici, prim-prorector al Universității de Stat „Alecu Russo” din Bălți (USARB)[40]
- Gheorghe Popa, rector al USARB[40]
- Constantin Becciev, director general al Societății pe Acțiuni „Apă-Canal Chișinău”[41]
- Sergiu Calos, consultant la SA „Apă-Canal Chișinău”[41]
- Tatiana Donici, director al Întreprinderii Municipale „Apă-Canal”, Basarabeasca[41]
- Vladimir Gurițenco, pretor al sectorului Botanica, municipiul Chișinău[41]
- Iuri Nistor, director executiv al Asociației „Moldova Apă-Canal”[41]
- Ecaterina Solodschii, muncitoare la SA „Apă-Canal Chișinău”[41]
- Vladimir Șarban, pretor al sectorului Centru, municipiul Chișinău[41]
- Andrei Burac, scriitor[42]
- Eugen Lungu, scriitor[42]
- Ion Puiu, scriitor[42]
- Maria Romanciuc (Marcela Mardare), scriitoare[42]
- Elena Aramă, profesor universitar la Universitatea de Stat din Moldova[43]
- Ion Casian, avocat[43]
- Ion Păduraru, avocat[43]
- Andrei Plămădeală judecător la Curtea Supremă de Justiție (CSJ)[43]
- Tudor Popovici, judecător la CSJ[43]
- Paulina Procopii, avocat[43]
- Valerian Smochină, judecător la Judecătoria Fălești[43]
- Vera Socolov, avocat[43]
- Victor Cernat, director al Institutului Oncologic[44]
- Ala Nemerenco, medic-șef al Clinicii Universitare de Asistență Medicală Primară a Universității de Stat de Medicină și Farmacie „Nicolae Testemițanu”[44]
- Didina Nistreanu, secretar științific al Senatului Universității de Stat de Medicină și Farmacie „Nicolae Testemițanu”[44]
- Zinaida Ciobanu, șef al Serviciului analiza aerului al Agenției Ecologice Chișinău[45]
- Grigore Prisăcaru, șef al Inspectoratului Ecologic de Stat[45]
- Svetlana Bivol, director general al Filarmonicii Naționale „Serghei Lunchevici”[46]
- Gheorghe Chiper, maestru de balet al Ansamblului Național Academic de Dansuri Populare „Joc”[47]
- Dumitru Minciună[48]
- Galina Grădinari, conferențiar universitar la Universitatea Pedagogică de Stat „Ion Creangă”[49]
- Petru Calinin, șef al Direcției de construcție nr. 1 a Societății pe Acțiuni „Edilitate”[50]
- Iacob Capcelea, director al Întreprinderii Municipale „Parcul urban de autobuze”[50]
- Pavel Cazacu, director interimar al Institutului Municipal de Proiectări „CHIȘINĂUPROIECT”[50]
- Efim Cheptenar, director al Întreprinderii Municipale Regia de Exploatare a Drumurilor și Podurilor „EXDRUPO”[50]
- Andrei Cuculescu, șef al Direcției dezvoltarea drumurilor a Ministerului Transporturilor și Infrastructurii Drumurilor[50]
- Eugen Dațco, director executiv al Uniunii Transportatorilor și Drumarilor din Republica Moldova[50]
- Gheorghe Mîrza, conducător auto la Întreprinderea Municipală „Parcul urban de autobuze”[50]
- Iurie Topala, director general al Societății cu Răspundere Limitată „Ruta-Prim”[50]
- Nicolae Vereșco, director al Întreprinderii Municipale Rețelele Electrice de Iluminat „LUMTEH”[50]
- Vasilisa Carcinschi, cusătoreasă la Fabrica de Confecții „Ionel” S.A.[51]
- Liubovi Lisnic, inginer-șef la „Ionel” S.A.[51]
- Tamara Luchian, director a „Ionel” S.A.[51]
- Alexei Revenco, redactor-prezentator în Departamentul Actualități Radio al Companiei „Teleradio-Moldova”[52]
- Piotr Buiucli, cercetător științific principal la Institutul de Genetică și Fiziologie a Plantelor al Academiei de Științe a Moldovei[53]
- Valeriu Canțer, președinte al Consiliului Național pentru Acreditare și Atestare[53]
- Valentin Celac, cercetător științific principal la Institutul de Genetică și Fiziologie a Plantelor al Academiei de Științe a Moldovei[53]
- Pavel Chintea, șef de laborator la Institutul de Genetică și Fiziologie a Plantelor al Academiei de Științe a Moldovei[53]
- Ion Tighineanu, vicepreședinte al Academiei de Științe a Moldovei[53]
- Ioana Bobînă, director al Centrului de Informare și Coordonare al Mișcării Ecologiste din Moldova[54]
- Valentina Dobândă, director al Liceului Profesional nr. 1 din municipiul Chișinău[55]
- Procopie Raicev, pensionar, municipiul Chișinău[55]
- Valentin Sofroni, profesor universitar la Universitatea de Stat din Tiraspol (cu sediul la Chișinău)[55]
- Valerian Balan, decan al Facultății de Horticultură a Universității Agrare de Stat din Moldova[56]
- Victor Donea, șef de direcție la Ministerul Agriculturii și Industriei Alimentare[56]
- Aurel Grosu, specialist-ghid la Întreprinderea Mixtă „Vinăria Purcari” S.R.L., raionul Ștefan Vodă[56]
- Saveli Iabanji, director al Societății pe Acțiuni „Centrul Tehnic – Ceadîr-Lunga”[56]
- Vadim Jeleznîi, director al Societății cu Răspundere Limitată „Dimilita-Rex”, raionul Briceni[56]
- Petru Mititel, președinte al Cooperativei Agricole de Producție „Ciobalaccia”, raionul Cantemir[56]
- Valeriu Papuc, director al Societății cu Răspundere Limitată „Aliment-ulei”, raionul Dubăsari[56]
- Mihail Rapcea, vicedirector al Institutului Științifico-Practic de Horticultură și Tehnologii Alimentare[56]
- Vasile Roman, conducător al Gospodăriei Țărănești „Roman Vasile”, raionul Ialoveni[56]
- Alexandru Schițco, conducător al Societății cu Răspundere Limitată „Taras-Scop-Agro”, raionul Fălești[56]
- Constantin Sîrghi, director general al Societății pe Acțiuni „Romănești”, raionul Strășeni[56]
- Valeriu Țîra, director pentru producere și dezvoltare al Combinatului de Vinuri „Cricova” S.A.[56]
- Liudmila Colohina, actriță la Teatrul Dramatic Rus de Stat „A.P. Cehov”[57]
- Ion Șiman, director general al Studioului „Moldova-Film”[57]
- Ilie Buiuc, antrenor-profesor la Filiala Hîncești a Școlii Sportive Specializate Republicane de Lupte (judo)[58]
- Mihail Buiuc, antrenor-profesor la Filiala Hîncești a Școlii Sportive Specializate Republicane de Lupte (judo)[58]
- Nicolai Cebotari, secretar general al Federației Moldovenești de Fotbal[58]
- Ivan Curdov, membru al Federației de Sambo[58]
- Simion Curdov, membru al Federației de Sambo[58]
- Ion Agrigoroaiei, profesor universitar la Universitatea „Alexandru Ioan Cuza” din Iași, România[59]
- Nicolae Enciu, șef de catedră la Universitatea de Stat „Alecu Russo” din Bălți[59]
- Ion Eremia, șef de catedră la Universitatea de Stat din Moldova[59]
- Gheorghe Negru, cercetător științific coordonator la Institutul de Istorie, Stat și Drept al Academiei de Științe a Moldovei[59]
- Anatolie Petrenco, profesor universitar la Universitatea de Stat din Moldova[59]
- Maria Ciornei, membru de onoare al Consiliului General al Sindicatului Educației și Științei[60]
- Nicolae Chimerciuc, șef de catedră la Universitatea de Stat de Educație Fizică și Sport[60]
- Mircea Zambițchi, conferențiar universitar la Academia de Studii Economice din Moldova[60]
- egumena Epistimia (Elena Goncearenco), stareță a Mănăstirii „Sfântul Mare Mucenic Gheorghe” din Suruceni[61]

### 2011
- Lucica Chircă, șef de secție la Policlinica Asociației Curativ-Sanatoriale și de Recuperare a Cancelariei de Stat[62]
- Gheorghe Costachi, cercetător științific principal la Institutul de Istorie, Stat și Drept al Academiei de Științe a Moldovei[63]
- Serghei Cebotari, vicepreședinte al comitetului de conducere al Băncii Comerciale „Moldova-Agroindbank” SA[64]
- Anna Gheorghiu, prim-vicepreședinte al comitetului de conducere al „Moldova-Agroindbank” SA[64]
- Larisa Rudeva, vicepreședinte al comitetului de conducere al „Moldova-Agroindbank” SA[64]
- Ernest Arușanov, șef de laborator la Institutul de Fizică Aplicată al Academiei de Științe a Moldovei[65]
- Ghenadie Ciobanu, președinte al Uniunii Compozitorilor și  Muzicologilor din Moldova[66]
- Ion Daghi, artist plastic[66]
- Marin Moloșag, prim-viceguvernator al Băncii Naționale a Moldovei (BNM)[67]
- Emma Tăbîrță, viceguvernator al BNM[67]
- Fiodor Ursu, contabil-șef la Compania Internațională de Asigurări „ASITO” S.A.[68]
- Lucia Voleanschi, director al Reprezentanței Florești a ASITO[68]
- Ion Tălămbuță, profesor la Colegiul de Muzică „Ștefan Neaga”[69]
- Vadim Cheibaș, secretar al Sinodului Bisericii Ortodoxe din Moldova[70]
- Anatolie Stefanov, protopop al Protopopiatului Ialoveni[70]
- Elena Ciobanu, director general al „Aeroport Catering” S.A.[71]
- Vera Crivorucica, director al Azilului de Bătrâni și Invalizi din satul Căprești, raionul Florești[72]
- Valeriu Gladun, director general al Centrului Medical „Magnific”[72]
- Mihail Ivasi, director al Centrului Medical Privat Gynesource[72]
- Victor Lacusta, cercetător științific principal la Institutul de Fiziologie și Sanocreatologie al Academiei de Științe a Moldovei[72]
- Ion Lupu, medic-șef al Centrului de Medicină Preventivă Călărași[72]
- Vladimir Mărgărint, medic la Spitalul Raional Ocnița[72]
- Anatolie Melnic, șef al Centrului de profilaxie specifică al Centrului Național de Sănătate Publică[72]
- Maria Neaga, vicedirector al Spitalului Clinic Municipal de Boli Contagioase Copii[72]
- Anatolie Pancenco, director al Centrului Stomatologic Municipal Chișinău[72]
- Constantin Usatîi, medic la Spitalul Raional Ialoveni[72]
- Pavel Bodarev, director general al Societății cu Răspundere Limitată „Moldauditing”[73]
- Ana Zlati, părinte-educator din orașul Sîngera, municipiul Chișinău[74]
- Iulian Cîrchelan, secretar general de redacție la revista „Moldova”[75]
- Nicolae Roșca, redactor-șef al revistei „Moldova”[75]
- Timofei Andros, ex-ministru al comunicațiilor[76]
- Teodor Ciclicci, director general al Centrului Național pentru Frecvențe Radio[76]
- Stanislav Gordea, șef de secție la Centrul Resurselor Informaționale de Stat „Registru”[76]
- Andrei Bujoreanu, președinte al Consiliului Sindical al Academiei de Științe a Moldovei[77]
- Ion Panici, administrator al Centrului de Pregătire a Specialiștilor pentru Armata Națională[78]
- Liudmila Tofan, șef de secție la Centrul Consultativ-Diagnostic al Ministerului Apărării[78]
- Ghenadie Volovei, șef al cabinetului ministrului apărării[78]
- Valentina Axiuc[79]
- Dumitru Gortolomei[79]
- Ludmila Rotăraș[79]
- Gheorghe Ciocanu, rector al Universității de Stat din Moldova[80]
- Valentin Gantea, profesor la Gimnaziul din satul Căzănești, raionul Telenești[80]
- Constantin Glușco, profesor universitar la Universitatea Tehnică a Moldovei[80]
- Galina Jicul, director al Liceului Teoretic „Lucian Blaga”, municipiul Chișinău[80]
- Dumitru Moldovan, profesor universitar la Academia de Studii Economice a Moldovei[80]
- Tudor Tertea, director al Gimnaziului-internat din satul Văscăuți, raionul Florești[80]
- Ion Vovc, director al Școlii Profesionale nr. 5, municipiul Bălți[80]
- Liliana Groppa, profesor universitar la Universitatea de Stat de Medicină și Farmacie „Nicolae Testemițanu”[81]
- Ala Manolache, director al Colegiului Național de Medicină și Farmacie[81]
- Victor Bologan, mare maestru internațional la șah[82]
- Mihail Nagornîi, antrenor principal al Lotului Național de Polo pe Apă[82]
- Constantin Alerguș, judecător la Curtea Supremă de Justiție[83]
- Tatiana Filatova, șef de direcție la Ministerul Justiției[83]
- Lidia Lozovanu, șef de direcție la Ministerul Justiției[83]
- Sveatoslav Moldovan, judecător la Curtea Supremă de Justiție[83]
- Mihail Poalelungi, judecător la Curtea Europeană a Drepturilor Omului[83]
- Iurii Bucinschi, șef de direcție în Cancelaria de Stat[84]
- Sergiu Sainciuc, viceministru al muncii, protecției sociale și familiei[84]
- Nicolai Ambrosi, director al Muzeului Olimpic din Republica Moldova[85]
- Mircea Rusu, președinte al Uniunii Industriașilor și Antreprenorilor din Republica Moldova[86]
- Gheorghe Brega, medic, deputat în Parlament[87]
- Mircea Buga, director general al Companiei Naționale de Asigurări în Medicină[87]
- Gheorghe Țurcanu, viceministru al sănătății[87]
- Valeriu Bujoreanu, șef de laborator la Institutul de Genetică și Fiziologie a Plantelor[88]
- Alexei Palancean, șef de laborator la Grădina Botanică[88]
- Mihai Vieru, vicepreședinte al Academiei de Științe a Moldovei[88]
- Pavel Axenti, director general al Întreprinderii de Producție „Codreanca” S.A., orașul Călărași[89]
- Olga Burțeva, director general al Uzinei „Topaz” S.A.[89]
- Nicolae Calin, administrator principal al Zonei Antreprenoriatului Liber „Expo-Business-Chișinău”[89]
- Anatolie Cucerenco, director al Societății cu Răspundere Limitată „Șahrevar”, orașul Rezina[89]
- Valeriu Meșca, manager al Întreprinderii de Stat „Fabrica de Sticlă din Chișinău”[89]
- Ștefan Crigan, director general adjunct al Agenției Relații Funciare și Cadastru[90]
- Dumitru Bocancea, director al Societății cu Răspundere Limitată „Bogatmos”, raionul Căușeni[91]
- Vladimir Cociorvă, primar al comunei Brăviceni, raionul Orhei[91]
- Spiridon Digori, președinte al Cooperativei de Producție „Rossanreni”, raionul Orhei[91]
- Vladimir Gamureac, director al Firmei de producție și comerț „Agro- Product” S.R.L., raionul Briceni[91]
- Ion Gheorghiță, director al Societății cu Răspundere Limitată „Ișcomagro”, raionul Criuleni[91]
- Mihail Goncearenco, director al Societății cu Răspundere Limitată „Agro-Papuros”, raionul Fălești[91]
- Vasile Harghel, vicepreședinte al raionului Telenești[91]
- Grigore Irimenco, conducător al Societății cu Răspundere Limitată „Virtuosimpex”, raionul Sîngerei[91]
- Aliona Mandatii, director al Societății cu Răspundere Limitată „Domulterra”, raionul Florești[91]
- Igor Popov, vicepreședinte al raionului Ocnița[91]
- Dumitru Galupa, director al Institutului de Cercetări și Amenajări Silvice[92]
- Rașid Allahverdiev, președinte al Organizației de Colaborare Moldova-Azerbaidjan[93]
- Stalina Costețcaia, președinte al Clubului femeilor întreprinzătoare „Artemida”[93]
- Gheorghe Șalaru, ministru al mediului[94]
- Ivan Bulgac, vicedirector al Societății cu Răspundere Limitată „Faunus Vladnic”, raionul Ungheni[95]
- Vasile Bumacov, ministru al agriculturii și industriei alimentare[95]
- Richard Dandar, director pentru producție al Întreprinderii Mixte „Sudzucker Moldova” S.A.[95]
- Victor Copiimulți, membru al Consiliului Eparhial, director general al Societății cu Răspundere Limitată „Spica VZI”, municipiul Chișinău[96]
- Larisa Narojnaia, membru al Consiliului Eparhial, jurnalist, municipiul Chișinău[96]
- Valeriu Oprea, membru al Consiliului Eparhial, director general al Societății cu Răspundere Limitată „Giacomo-Fontana”, orașul Orhei[96]
- Iurie Gorșcov, director al Colegiului Național de Coregrafie[97]
- Gheorghe Vdovin, antrenor la Școala Sportivă Specializată de Atletism nr. 3, municipiul Chișinău[97]
- Ludmila Babișina, șefă de secție la Teatrul Național de Operă și Balet (TNOB)[98]
- Larisa Bașcatova, șefă de secție la TNOB[98]
- Tudor Capșa, doctor în drept[99]
- Mihail Arsenii, director al Școlii Sportive Specializate de Atletism, municipiul Bălți[100]
- Ion Bolfa, președinte al Federației de Scrimă[100]
- Ecaterina Mardarovici, director executiv al Asociației Obștești „Clubul Politic al Femeilor – 50/50”, președinte al Fundației „AGAPEDIA” Moldova[101]
- Vasile Florea, colonel de poliție în rezervă[102]
- Nina Costiuc, primar al comunei Budești, municipiul Chișinău[103]
- Ion Pădureț, cinegetician în Organizația Teritorială Ștefan Vodă a Societății Vânătorilor și Pescarilor din Republica Moldova[104]
- Vladimir Trofim, ex-director general al Departamentului Instituțiilor Penitenciare al Ministerului Justiției[105]
- Vadim Negruță (Vlad Negruzzi), președinte al Societății Culturale „Vatra”[106]
- Daniel Țonu, primar al comunei Zîmbreni, raionul Ialoveni[107]

### 2012
- Nina Dosca, director al Direcției generale supraveghere valori mobiliare a Comisiei Naționale a Pieței Financiare[108]
- Valentin Verejan, judecător demisionat[109]
- Vasilii Stoianov, director al Liceului Teoretic Bulgar „Vasil Levski”, municipiul Chișinău[110]
- Anton Barbalat, șef de direcție la Inspecția de Stat în Construcții[111]
- Steluța Panga, șef de secție la Consiliul Municipal Chișinău[111]
- Nicolae Ungureanu, șef adjunct de direcție la Cancelaria de Stat[111]
- Vladimir Popușoi, director al Carierei „Ivanos”, orașul Orhei[112]
- Ion Stratulat, director al Întreprinderii de Stat „Protecția Solurilor și Îmbunătățiri Funciare”, municipiul Chișinău[112]
- Sergiu Certan, membru corespondent al Academiei de Științe a Moldovei, manager principal al Companiei de Asigurări „Sigur-Asigur” SRL[113]
- Serafim Andrieș, director al Institutului de Pedologie, Agrochimie și Protecție a Solului „Nicolae Dimo”[114]
- Valeriu Chicu, prorector al Universității de Stat de Medicină și Farmacie „Nicolae Testemițanu” (USMF)[115]
- Victor Ghicavîi, șef de catedră la USMF[115]
- Nicolae Ghidirim, profesor universitar la USMF[115]
- Efstathios Tavridis, vicepreședinte al Companiei „Euroconsultants” SA, orașul Salonic, Republica Elenă[116]
- Leonid Gorceac, șef adjunct de direcție la Consiliul Municipal Chișinău[117]
- Ion Guțu, director al Școlii de Arte „Alexei Stîrcea”, municipiul Chișinău[117]
- Iuri Harmelin, conducător artistic al Teatrului Dramatic de Stat pentru Tineret „S Ulițî Roz”, municipiul Chișinău[117]
- Eugen Sava, director general al Muzeului Național de Arheologie și Istorie a Moldovei[117]
- Ala Hioară, director al Liceului Teoretic „M. Koțiubinski”, municipiul Chișinău[118]
- Constantin Ețco, șef de catedră la Universitatea de Stat de Medicină și Farmacie „Nicolae Testemițanu”[119]
- Asia Odobescu, director general al Întreprinderii Mixte Moldo-Ungare „Rihpangalfarma” SRL[119]
- Eugeniu Chiriac, consilier la Eparhia de Edineț și Briceni[120]
- Raisa Racu, regent al corului Catedralei „Sfântul Ierarh Nicolae”, orașul Orhei[120]
- Pavel Zaporojan, ctitor al Eparhiei de Edineț și Briceni[120]
- Ion Creangă, șef de direcție în Secretariatul Parlamentului[121]
- Maxim Ganaciuc, secretar general adjunct al Secretariatului Parlamentului[121]
- Constantin Stratan, secretar general adjunct al Secretariatului Parlamentului[121]
- protoiereul mitrofor Ilie Munteanu, protopop al bisericilor din raionul Florești[122]
- protoiereul mitrofor Nicolae (Viorel Craveț), protopop al bisericilor din raionul Soroca[122]
- Valentina Bodrug-Lungu, președinte al Asociației Obștești „Gender-Centru”[123]
- Ilie Boian, director al Serviciului Hidrometeorologic de Stat[123]
- Raisa Golovaci, director al Societății pe Acțiuni „Marfangro”, municipiul Chișinău[123]
- Iurie Povar, director general al Institutului Național de Cercetări și Proiectări „Urbanproiect”[123]
- Iurie Spivacenco, președinte al Federației Sindicatelor Angajaților din Serviciile Publice[123]

- Ștefan Belostecinic, secretar responsabil al Societății „Cernobîl” din Moldova[124]
- Gheorghe Morgoci, director general al Întreprinderii Municipale „Regia Transport Electric”, Chișinău[125]
- Nicolae Pliuta, director tehnic la Societatea pe Acțiuni „Apă-Canal”, Chișinău[125]
- Fiodor Cazac, șef de laborator la Institutul Științifico-Practic de Horticultură și Tehnologii Alimentare[126]
- Victor Cuznețov, cameraman la Compania „Teleradio-Moldova”[127]
- Gheorghii Gaina, primar al satului Tabani, raionul Briceni[128]
- Valentin Guțan, primar al orașului Cricova, municipiul Chișinău[128]
- Gheorghe Popazu, consilier în Consiliul raional Cahul[129]
- Mihail Suvac, șef de direcție la Ministerul Agriculturii și Industriei Alimentare[130]
- Ion Costin, șef de secție la Spitalul Raional Căușeni „Ana și Alexandru”[131]
- Mihail Gavriliuc, decan la Universitatea de Stat de Medicină și Farmacie „Nicolae Testemițanu”[131]
- Boris Goroșenco, șef de secție la Centrul Republican de Diagnosticare Medicală[131]
- Valentina Guțan, director al Centrului Medicilor de Familie Orhei[131]
- Larisa Simenițchi, specialist principal la Ministerul Mediului[132]
- Dina Ghimpu, director de direcție generală la Ministerul Culturii[133]
- Ion Bahnarel, director general al Centrului Național de Sănătate Publică[134]
- Neonila Midrigan, șef de secție la Spitalul Clinic al Ministerului Sănătății[134]
- Elena Efrim, director al Gimnaziului din comuna Cornești, raionul Ungheni[135]
- Victor Șontea, șef de catedră la Universitatea Tehnică a Moldovei[135]
- Valeriu Rusu, consilier al ministrului apărării[136]
- Piotr Dacin, director general al Societății cu Răspundere Limitată „Dromas-Cons”, municipiul Chișinău[137]
- Andrei Porubin, actor, jurnalist, prezentator programe radio și televiziune[138]
- Anatoli Cîrîcu, halterofil, medaliat cu bronz la Jocurile Olimpice de Vară, ediția a XXX-a, de la Londra[139]
- Cristina Iovu, halterofil, medaliată cu bronz la JO 2012[139]
- Nicolae Piatac, prim-vicepreședinte al Comitetului Național Olimpic[139]
- Ștefan Agachi, scriitor[140]
- Dumitru Apetri, scriitor[140]
- Gheorghe Ciocoi, scriitor[140]
- Nicolae Leahu, scriitor[140]
- Ștefan Melnic, scriitor[140]
- Nicolae Roibu, scriitor[140]
- Maria Șleahtițchi, scriitoare[140]
- Ion Vieru[140]
- Anton Borș, cercetător științific coordonator la Institutul de Filologie al Academiei de Științe a Moldovei[141]
- Elena Constantinovici, cercetător științific principal la Institutul de Filologie[141]
- Anatolie Gavrilov, șef de sector la Institutul de Filologie[141]
- Ion Vîrțanu, șef de direcție în Consiliul Suprem pentru Știință și Dezvoltare Tehnologică[141]
- Lidia Vrabie, cercetător științific la Institutul de Filologie[141]
- Galina Borș, muncitoare la Combinatului de Vinuri „Cricova” S.A.[142]
- Ion Luca, șef producere la „Cricova” S.A.[142]
- Antonida Șova, vicedirector general al „Cricova” S.A.[142]
- Tamara Bălțatu, profesor la Liceul Teoretic „Liviu Deleanu”, municipiul Chișinău[143]
- Gheorghe Corovai, profesor la Colegiul de Informatică, municipiul Chișinău[143]
- Ecaterina Jeru, profesor pensionat, orașul Florești[143]
- Panfil Sava, conferențiar universitar  la Universitatea de Stat de Educație Fizică și Sport[143]
- Alexandra Vasiliev, profesor pensionat, satul Sărăteni[care?], raionul Telenești[143]
- Boris Volosatîi, director al Liceului Teoretic „Gheorghe Asachi”, municipiul Chișinău[143]
- Liusia Cichir, inginer-tehnolog la Întreprinderea Mixtă „Vinăria Purcari” SRL[144]
- Elena Sîlii, contabil-șef la „Vinăria Purcari” SRL[144]
- Vladimir Cîrlan, director al Filialei „Anenii Noi-gaz” a Societății cu Răspundere Limitată „Ialoveni-gaz”[145]
- Alexandru Gusev, președinte al Consiliului de Administrație al Societății pe Acțiuni „Moldovagaz”[145]
- Valeriu Beregoi, director general al Casei de Comerț „M.Hidromașexim” S.A.[146]
- Valentina Dogotari (Naforniță), cântăreață de operă[147]
- Ion Manoli, profesor universitar la Universitatea Liberă Internațională din Moldova (ULIM)[148]
- Silvestru Maximilian, profesor universitar la ULIM[148]
- Elena Prus, profesor universitar la ULIM[148]
- Svetlana Banari, președinte al comitetului de conducere al Băncii Comerciale „Moldindconbank” SA[149]
- Ștefan Stasiev, inspector principal al Inspectoratului Ecologic de Stat[150]
- Parascovia Berghie, vicepreședinte al Uniunii Muzicienilor din Moldova[151]
- Tatiana Amihalachioaie, șef al Oficiului Stare Civilă al municipiului Chișinău[152]
- Mihai Dolghieri, judecător la Judecătoria Briceni[152]
- Ion Fediuc, avocat în cadrul Uniunii Avocaților din Republica Moldova[152]
- Nicolae Gordilă, judecător la Curtea Supremă de Justiție[152]
- Raisa Grecu, conferențiar universitar la Universitatea de Studii Politice și Economice Europene „Constantin Stere”[152]
- Gheorghe Grigoriu, avocat în cadrul Uniunii Avocaților din Republica Moldova[152]
- Gheorghe Scutelnic, judecător la Curtea de Apel Bălți[152]
- Igor Serbinov, adjunct al Procurorului General[152]
- Alexandru Șpac, judecător la Curtea de Apel Chișinău[152]
- Emilia Vermeiuc, avocat în cadrul Uniunii Avocaților din Republica Moldova[152]
- Nadejda Hangan din satul Susleni, raionul Orhei[153]
- Pavel Spînu, prorector al Universității Tehnice a Moldovei[154]
- Constantin Moscovici, solist instrumentist la Filarmonica Națională „Serghei Lunchevici”[155]
- Vladimir Bobeică, șef al biroului dispecerat al Regiei „Apă-Canal Orhei”[156]
- Valeriu Belotcaci, director al Societății cu Răspundere Limitată „Focaro-Agro”, raionul Ștefan-Vodă[157]
- Vasile Belous, conducător al Societății cu Răspundere Limitată „Vagadi”, raionul Șoldănești[157]
- Constantin Bogdan, director al  Societății cu Răspundere Limitată „Bogalecon-Moldova”, raionul Glodeni[157]
- Mihail Chisili, șef de laborator la Institutul Științifico-Practic de Horticultură și Tehnologii Alimentare[157]
- Vladimir Davidescu, director al Societății cu Răspundere Limitată „Ceteronis”, raionul Cantemir[157]
- Gheorghe Gaberi, director general al Firmei de Producție și Comerț „Vitis-Cojușna” SRL, raionul Strășeni[157]
- Tudor Gîsca, director al Societății cu Răspundere Limitată „Chetro-Prim”, raionul Edineț[157]
- Nicolai Luțik, președinte al Holdingului „Vinimpex”, satul Tvardița, raionul Taraclia[157]
- Constantin Sava, director adjunct al Fabricii de Vinuri a Colegiului Național de Viticultură și Vinificație, Chișinău[157]
- Constantin Sibov, președinte al Societății pe Acțiuni „Tomai- Vinex”, UTA Găgăuzia[157]
- Victor Zbancă, director al Societății cu Răspundere Limitată „Dealul Ochiualbean”, raionul Drochia[157]
- Ivan Andronic, lăcătuș la Societatea pe Acțiuni „Apă-Canal Chișinău”[158]
- Mihail Corobceanu, mașinist la stația de pompare a SA „Apă-Canal Chișinău”[158]
- Societatea pe Acțiuni „Apă-Canal Chișinău”[159]
- Vladimir Guțu, decan la Universitatea de Stat din Moldova (USM)[160]
- Andrei Perjan, decan la USM[160]
- Mihail Revenco, prorector al USM[160]
- Victor Stan, șef de catedră la USM[160]
- Galina Ulian, decan la USM[160]
- Eugen Rusu, adjunct al Procurorului General[161]
- Iurie Șumcov, judecător la Curtea Supremă de Justiție[161]
- Vitalie Minciună, șef de direcție la Consiliul Național pentru Acreditare și Atestare (CNAA)[162]
- Teodor Muntean, consultant principal la CNAA[162]
- Nicolae Stratan, șef de direcție la Consiliul Suprem pentru Știință și Dezvoltare Tehnologică al Academiei de Științe a Moldovei[163]
- Victor Cojocaru, șef de catedră la Universitatea de Stat de Medicină și Farmacie „Nicolae Testemițanu”[164]
- Valeriu Nistor, medic la Spitalul Raional Ștefan Vodă[164]
- Andrei Testimițanu, director general al Centrului Republican de Diagnosticare Medicală[164]
- Evgheni Vasiliev, director interimar al Asociației Curativ-Sanatoriale și de Recuperare a Cancelariei de Stat[164]
- Eugenia Vovc, medic la Spitalul Clinic Republican pentru Copii „Emilian Coțaga”[164]
- Andrei Furculiță, administrator al Societății cu Răspundere Limitată „Codrul” din municipiul Chișinău[165]
- Valeriu Didencu, secretar al Consiliului Municipal Chișinău[166]
- Ana-Maria Plămădeală, critic de film[167]
- Eugeniu Nazaria, director al Întreprinderii Silvocinegetice de Stat Strășeni[168]

### 2013
- Lionida Ambrosi, șef de serviciu la Academia de Studii Economice a Moldovei (ASEM)[169]
- Eugenia Breghe, șef de serviciu la ASEM[169]
- Ala Cotelnic, prorector al ASEM[169]
- Silvia Ghinlucova, director al bibliotecii științifice a ASEM[169]
- Boris Burcă, președinte al raionului Telenești[170]
- Victor Grosu, primar al comunei Dobrușa, raionul Șoldănești[170]
- Maria Jimbei, vicepreședinte al raionului Dubăsari[170]
- Nicolae Gribincea, director general al Societății cu Răspundere Limitată „Deltrans GRUP” din municipiul Chișinău[171]
- Simion Untila, director al Întreprinderii de Stat de Alimentație Publică „Bucuria-El” din municipiul Chișinău[172]
- Constantin Sirițanu, director al Hotelului „Dacia” SRL din municipiul Chișinău[173]
- Mihail Petrache, arbitru la Curtea de Arbitraj Comercial Internațional de pe lângă Camera de Comerț și Industrie a Republicii Moldova[174]
- Vasile Cerbușca, președinte al Uniunii Federațiilor de Gimnastică din Republica Moldova[175]
- Lidia Bulgac, judecător la Curtea de Apel Chișinău[176]
- Ludmila Cernei, judecător la Judecătoria Ciocana, municipiul Chișinău[176]
- Tatiana Răducanu, judecător la Curtea Supremă de Justiție[176]
- Tudor Știrbu, șef al Direcției juridice a Cancelariei de Stat[177]
- Vladimir Coteț, viceprimar general al municipiului Chișinău[178]
- Ion Stanciu, director al Întreprinderii Municipale Specializate „Liftservice”, Chișinău[178]
- Ion Uzun, director al Parcului „Dendrariu”[178]
- Mihail Bușuleac, fost membru al Comisiei Electorale Centrale[179]
- Alexei Barat, regizor la Compania „Teleradio-Moldova”[180]
- Mircea Surdu, director al Televiziunii „Moldova 1”[180]
- Vladislav Brașoveanu, șef de clinică la Centrul Chirurgie Hepatică și Transplant al Institutului Clinic Fundeni, România[181]
- Oleg Balan, profesor universitar la Academia de Administrare Publică de pe lângă Președintele Republicii Moldova (AAP)[182]
- Tudor Deliu, lector superior la AAP[182]
- Mihail Baban, pensionar, ex-director al școlii medii din satul Arionești, raionul Dondușeni[183]
- Larisa Bîrcă, președinte al Societății de Cruce Roșie din Republica Moldova[184]
- Ion Hăbășescu, director al Institutului de Tehnică Agricolă „Mecagro”[185]
- Ivanna Andriușcenco, contabil-șef la Societatea cu Răspundere Limitată „Stamcom”, orașul Comrat[186]
- Vera Toacă, contabil-șef la Întreprinderea Municipală „Apă-Ungheni”[186]
- Pavel Tostogan, redactor-șef al Publicației periodice „Contabilitate și Audit”[186]
- Maria Sandu, cercetător științific la Institutul de Ecologie și Geografie al Academiei de Științe a Moldovei[187]
- Mihail Sterpu, șef de direcție la Agenția Rezerve Materiale[188]
- Valeriu Lazăr, viceprim-ministru, ministru al economiei[189]
- Leon Buza, președinte al Asociației Micului Business din raionul Nisporeni[190]
- Sеmion Jeleapov, președinte al Comunității Bulgare din Republica Moldova „Bulgari Basarabeni”[191]
- Anatol Ciobanu, consultant principal în Aparatul Președintelui Republicii Moldova[192]
- Tudor Stavilă, cercetător științific la Institutul Patrimoniului Cultural[193]
- Nicolae Petrașcu, antreprenor, municipiul Chișinău[194]
- Serghei Cornețchi, consultant principal în secretariatul Comisiei cultură, educație, cercetare, tineret, sport și mass-media a Parlamentului[195]
- Ivan Diacov, procuror al municipiului Chișinău[196]
- Ion Ursu, membru al Consiliului general al Confederației Naționale a Sindicatelor din Moldova[197]
- Natalia Politov-Cangaș, președinte al Comitetului de direcție al Băncii Comerciale „Victoriabank” SA[198]
- Valeriu Cușnir profesor universitar la Universitatea de Stat de Medicină și Farmacie „Nicolae Testemițanu” (USMF)[199]
- Eleferii Pitel, director general al Clinicii Private „EVP” SRL, Chișinău[199]
- Grigore Zapuhlîh, șef de catedră la USMF[199]
- Nicolae Bulat, director al Muzeului de Istorie și Etnografie, orașul Soroca[200]
- Nicolae Ursu, prorector al Universității de Studii Europene din Moldova[201]
- Oleg Horjan, decan la Universitatea Agrară de Stat din Moldova (UASM)[202]
- Grigore Marian, profesor universitar la UASM[202]
- Petru Tomița, decan la UASM[202]
- Eugeniu Zacon, prorector al UASM[202]
- Svetlana Filincova, vicepreședinte al Curții Supreme de Justiție[203]
- Mihail Gavriliță, președinte al Judecătoriei Strășeni[203]
- Mihail Popescu, avocat în Biroul Asociat de Avocați „Botanica”, municipiul Chișinău[203]
- Nicolae Tabuncic, șef adjunct de secție la Procuratura Generală[203]
- Nina Vascan, judecător la Curtea de Apel Chișinău[203]
- Efrosinia Grețu, președinte al raionului Leova[204]
- Efim Aramă, profesor universitar la Universitatea de Stat de Medicină și Farmacie „Nicolae Testemițanu”[205]
- Lucreția Grama, profesor la Liceul Teoretic „Constantin Stere”, orașul Soroca[205]
- Simion Musteață, conferențiar universitar la Universitatea Cooperatist-Comercială din Moldova[205]
- Eugenia Ciumac, șef al Direcției management financiar a Primăriei municipiului Chișinău[206]
- Ion Gangura, președinte al Societății pe Acțiuni „Corporația de Finanțare Rurală”[206]
- Valerian Mîrzac, președinte al Consiliului Băncii Comerciale „Moldindconbank” SA[206]
- Anatolie Mocreac, șef adjunct al Inspectoratului Fiscal de Stat pe municipiul Chișinău[207]
- Valeriu Pleșca, președinte al Consiliului Fundației pentru Promovarea Reformelor în Domeniul Justiției, Securității și Apărării[208]
- Nicolai Barat, director al Societății cu Răspundere Limitată „Agrobanig”, raionul Glodeni[209]
- Iurie Bivol, director al Cooperativei de Întreprinzător „Fructagrocom”, raionul Ialoveni[209]
- Rodion Bratu, agronom-șef al Societății cu Răspundere Limitată „Carahasani-Agro”, raionul Ștefan-Vodă[209]
- Piotr Chirmici, director general al Fabricii de Vinuri „Mold-Nord” SA, raionul Fălești[209]
- Victor Cojocaru, director general al Societății pe Acțiuni „Franzeluța”, municipiul Chișinău[209]
- Ion Dîră, șef de direcție în Consiliul raional Leova[209]
- Boris Duca, președinte al Întreprinderii Mixte „Vinăria Bardar” SA, raionul Ialoveni[209]
- Gheorghe Filip, manager general al Societății pe Acțiuni „CrisMax”, raionul Criuleni[209]
- Valentina Furdui, șef de direcție la Ministerul Agriculturii și Industriei Alimentare[209]
- Anatolie Hlevnoi, vicedirector al Societății cu Răspundere Limitată „Agromilari”, raionul Edineț[209]
- Ion Parea, președinte al raionului Rîșcani[209]
- Mihail Cebotaru, dirijor de cor, membru al Uniunii Muzicienilor din Moldova[210]
- Constantin Neaga, consultant principal în Cancelaria de Stat[211]
- Dumitru Ivanov, președinte al Consiliului General al Sindicatului Educației și Științei[212]
- Alexandru Gîrlea, director comercial al Casei de Comerț „M.Hidromașexim” SA[213]
- Ion Ciobanu, consultant principal la Ministerul Culturii[214]

### 2014
- Mihail Hîncu, vicepreședinte al Confederației Naționale a Sindicatelor din Moldova[215]
- Alexandru Tanas, director al Agenției de Presă „INFOTAG”[216]
- Ion Ciontoloi, președinte al raionului Căușeni[217]
- Iurie Codreanu, medic la Centrul Național Științțifico-Practic de Medicină Urgentă[218]
- Iulia Sîrcu, judecător la Curtea Supremă de Justiție[219]
- Claudia Cemîrtan, decan la Universitatea de Stat din Moldova[220]
- Nicolae Gribincea, șef de secție la Pretura sectorului Botanica, municipiul Chișinău, conducător artistic al Ansamblului Etnofolcloric „Plăieșii”[221]
- Iuliana Gorea-Costin[222] (a returnat ordinul în 2016[223])
- Ecaterina Silvestru, șef de direcție la Biroul Migrație și Azil al Ministerului Afacerilor Interne[224]
- Ecaterina Semcencova, consultant superior la Ministerul Educației[225]
- Eugenia Tofan, șef al Serviciului media al Academiei de Științe a Moldovei[226]
- Nicolae Andrieș, manager în domeniul cinegetic al subdiviziunii teritoriale Căușeni[227] (i-a fost retras ordinul în iunie 2014[228])
- Svetlana Munteanu, vicedirector general al Agenției de Stat pentru Proprietatea Intelectuală a Republicii Moldova[229]
- Elena Leancă, președinte al Organizației Obștești „Cernobîl” din raionul Hîncești[230]
- Afanasie Bîrlădeanu, membru al Societății Orbilor din Moldova[231]
- Maria Paslari, rector interimar al Universității de Stat „Grigore Țamblac” din Taraclia[232]
- Mihail Chiperi, director general al Societății pe Acțiuni „Apă-Canal”, Orhei[233]
- Mihail Karețki, șef de secție la Institutul Municipal de Proiectări „Chișinăuproiect”[233]
- Ion Mărgineanu, director al Întreprinderii Municipale „Infocom”, Chișinău[233]
- Colegiul Național de Medicină și Farmacie „Raisa Pacalo”[234] (actualmente Centrul de excelență în medicină și farmacie „Raisa Pacalo” – CEMF)
- Rodica Emilian, șef de secție la CEMF[235]
- Aculina Marandiuc, director adjunct al CEMF[235]
- Vasile Lungu, șef de direcție la Întreprinderea de Stat „Protecția Solurilor și Îmbunătățiri Funciare”[236]
- Maria Bulgaru, profesor universitar la Universitatea de Stat din Moldova[237]
- Oltița Bojescu, ex-director al Creșei-Grădiniță nr. 100 „Îngerașul” din municipiul Chișinău[238]
- Andrei Popa, rector al Universității de Stat „Bogdan-Petriceicu Hasdeu” din Cahul[239]
- Valeriu Codrean, secretar interimar al Preturii sectorului Buiucani al municipiului Chișinău[240]
- Lidia Dobrovolscaia, specialist principal la Pretura sectorului Buiucani al municipiului Chișinău[240]
- protoiereul mitrofor Pavel Borșevschi, paroh al Bisericii „Sfântul Mare Mucenic Dumitru” din municipiul Chișinău[241]
- Raisa Apolschi, președinte al Comisiei juridice, numiri și imunități a Parlamentului[242]
- Anatol Arapu, ministru al finanțelor[242]
- Anatolie Arhire, deputat în Parlament[242]
- Victor Bodiu, secretar general al Guvernului[242]
- Octavian Calmîc, viceministru al economiei[242]
- Eugen Carpov, viceprim-ministru[242]
- Maria Cărăuș, viceministru al finanțelor[242]
- Maria Ciobanu, deputat în Parlament[242]
- Nicolai Dudoglo, primar al municipiului Comrat[242] (i-a fost retras ordinul în august 2014[243])
- Oleg Efrim, ministru al justiției[242]
- Pavel Filip, ministru al tehnologiei informației și comunicațiilor[242]
- Valeriu Ghilețchi, deputat în Parlament[242]
- Chiril Lucinschi, președinte al Comisiei cultură, educație, cercetare, tineret, sport și mass-media a Parlamentului[242] (i-a fost retras ordinul în iulie 2014[244])
- Dorin Recean, ministru al afacerilor interne[242]
- Tatiana Potîng, viceprim-ministru[242]
- Maia Sandu, ministru al educației[242]
- Iurie Țap, deputat în Parlament[242]
- Vladimir Țurcanu, consilier al Președintelui Republicii Moldova[242]
- Petru Vlah, deputat în Parlament[242]
- Serghei Nagorneac, director al Institutului de Geodezie, Prospecțiuni Tehnice și Cadastru „INGEOCAD”[245]
- Maria Ovdii, șef de direcție la Agenția Relații Funciare și Cadastru[245]
- Victor Pascari, inginer-șef al Societății pe Acțiuni „Răut”, municipiul Bălți[246]
- Institutul Național de Cercetări și Proiectări în domeniul Amenajării Teritoriului, Urbanismului și Arhitecturii „URBANPROIECT”[247]
- Tudor Ambros, profesor universitar la Universitatea Tehnică a Moldovei (UTM)[248]
- Andrei Cojuhari, profesor universitar la UTM[248]
- Valeriu Dulgheru, șef de catedră la UTM[248]
- Nicolae Mogoreanu, șef de departament la UTM[248]
- Ion Pasecinic, consultant principal la Cancelaria de Stat[249]
- Alexandru Rusu, secretar al Consiliului Raional Telenești[249]
- Filip Zubatîi, șef de direcție la Institutul de Cercetări și Amenajări Silvice[249]
- Zinaida Anestiadi, profesor universitar la Universitatea de Stat de Medicină și Farmacie „Nicolae Testemițanu” (USMF)[250]
- Aureliu Batrînac, șef de departament la Spitalul Clinic Republican[250]
- Grigore Bivol, profesor universitar la USMF[250]
- Alexandru Carauș, vicedirector medical al Institutului de Cardiologie[250]
- Minodora Cucu, medic la Spitalul Raional Orhei[250]
- Valentin Friptu, profesor universitar la USMF[250]
- Nicolae Tafuni, șef adjunct de direcție la Agenția Teritorială Centru a Companiei Naționale de Asigurări în Medicină[250]
- Vladislav Scalinschi, președinte al Comitetului Sindical al Societății pe Acțiuni „Agromașina”[251]
- Mihail Vlas, director general al Societății pe Acțiuni „Moldovahidromaș”[251]
- Vera Balova, șef al Direcției Generale Învățămînt, UTA Găgăuzia[252]
- Victor Iavorschi, profesor la Liceul Teoretic „Constantin Stere”, orașul Soroca[252]
- Boris Ivanov, profesor la Liceul Teoretic „Doroțcaia”, satul Doroțcaia, raionul Dubăsari[252]
- Sergiu Pavlicenco, profesor universitar la Universitatea de Stat din Moldova[252]
- Nicolai Romandaș, conferențiar universitar la Universitatea de Stat din Moldova[252]
- Ana Sula, profesor la Liceul Teoretic „Lucian Blaga”, orașul Telenești[252]
- Zinaida Terente, director al Liceului Teoretic „Petre Ștefănucă”, orașul Ialoveni[252]
- Grigore Bucataru, șef de secție a Consiliului Raional Soroca[253]
- Maria Cristea, director al Casei Portului Popular „Casa Cristea”[253]
- Dumitru Chicu, director general  al Întreprinderii Mixte „Moldantigrad” SA[254]
- Mihail Gașper, conducător al Gospodăriei Țărănești „M.A. Gașper”, raionul Orhei[254]
- Nicolai Ivancioglu, director al Societății cu Răspundere Limitată „Ghevlandri”, UTA Găgăuzia[254]
- Victor Roșca, director al Unității Consolidate pentru Implementarea Programelor IFAD[254]
- Gheorghe Russu, președinte al Cooperativei Agricole de Prestări Servicii „Husa RVN”, raionul Briceni[254]
- Gheorghe Scutaru, director general al Societății pe Acțiuni „Javgurvin”, raionul Cimișlia[254]
- Ilie Amoașii, medic la Spitalul Raional Orhei[255]
- Valeriu Burlacu, profesor universitar la Universitatea de Stat de Medicină și Farmacie „Nicolae Testemițanu” (USMF)[255]
- Sergiu Matcovschi, director de departament la USMF[255]
- Alexandru Sandul, profesor universitar la USMF[255]
- Claudia Gurschi, șef de secție la Biblioteca Națională pentru Copii „Ion Creangă”[256]
- Livia Patic, șef al Oficiului Stare Civilă Rîșcani[257]
- Mihail Baraghin, inginer-șef al Societății cu Răspundere Limitată „Ialoveni-gaz”[258]
- Constantin Cuiumju, director al Societății cu Răspundere Limitată „Chișinău-gaz”[258]
- Igor Perjan, vicedirector executiv al Instituției Publice „Fondul Provocările Mileniului Moldova”[259]

### 2015
- Grigore Chiper, scriitor[260]
- Nicolae Spătaru, scriitor[260]
- Titus Știrbu, scriitor[260]
- Varvara Buzilă, secretar științific al Muzeului Național de Etnografie și Istorie Naturală[261]
- Isai Sîrcu, șef de secție în cadrul Procuraturii Generale[262]
- Mihai Dîrțu, director al Societății pe Acțiuni „Oldcom”, municipiul Chișinău[263]
- Constantin Avasiloae, șef de direcție la Centrul Republican de Diagnosticare Medicală[264]
- Vasile Zetia, vicepreședinte al Asociației Patronale în Domeniul Conformității Produselor din Republica Moldova[265]
- Victor Său, președinte al raionului Soroca[266]
- Anatolie Zolotcov, viceministru al dezvoltării regionale și construcțiilor[267]
- Grigore Slepuhin, șef de secție la Colegiul Financiar-Bancar din Chișinău[268]
- Alexandru Gavriliuc, director adjunct al Centrului de Simulare în Instruirea Medicală al Universității de Stat de Medicină și Farmacie „Nicolae Testemițanu”[269]
- Mihail Moldovanu, șef de direcție a Consiliului Municipal Chișinău[270]
- Constantin Lozovanu, șef adjunct al Oficiului Teritorial Chișinău al Cancelariei de Stat[271]
- Grigore Ghilan, director general al Companiei Aeriene „Sky Prim Air” SRL[272]
- Mihail Nagomatulin, director tehnic al Companiei Aeriene „Continental Airways” SRL[272]
- Tatiana Badan, primar al satului Selemet, raionul Cimișlia[273]
- Silvia Butucel, membru de onoare al Consiliului de administrare al Congresului Autorităților Locale din Moldova[273]
- Ludmila Ceaglic, primar al comunei Calfa, raionul Anenii Noi[273]
- Anatolie Popușoi, ex-primar al satului Caracui, raionul Hîncești[273]
- Ghenadie Eni, judecător demisionat[274]
- Trofim Carpov, doctor în drept[275]
- Gheorghe Jitari, membru al Asociației Veteranilor Procuraturii Republicii Moldova[276]
- Anatolie Chetraru, consilier în Consiliul Raional Hîncești[277]
- Vasili Josan, secretar responsabil de redacție la Monitorul Oficial al Republicii Moldova[278]
- Emilia Prujanskaia, șef de direcție la Ministerul Finanțelor[279]
- Alexandru Cimbriciuc, vicepreședinte al Uniunii Naționale a Veteranilor Războiului pentru Independență[280]
- Anatol Eremia, consultant științific la Institutul de Filologie al Academiei de Științe a Moldovei[281]
- Anatolie Gondiu, scriitor[281]
- Ion Mânăscurtă, scriitor[281]
- Fabrica de Confecții „Ionel” SA[282]
- Galina Spînu, vicedirector al Societății cu Răspundere Limitată „Ialoveni-gaz”[283]
- Nicanor Babîră, profesor universitar la Universitatea de Stat din Comrat[284]
- Boris Marcoci, secretar al Organizației Teritoriale Bălți a Uniunii Naționale a Veteranilor Războiului pentru Independență[285]
- Valeriu Vasilică, director al Agenției de Presă „Info-Prim Neo”[286]
- Fiodor Cozari, profesor universitar la Universitatea de Stat din Tiraspol (cu sediul la Chișinău)[287]
- Emil Ceban, prorector al Universității de Stat de Medicină și Farmacie „Nicolae Testemițanu” (USMF)[288]
- Valeriu Revenco, profesor universitar la USMF[288]
- Vasile Cojocaru, profesor universitar la Universitatea Pedagogică de Stat „Ion Creangă” (UPSC)[289]
- Valentin Cușcă, prorector al UPSC[289]
- Igor Racu, prorector al UPSC[289]
- Lora Ciobanu, conferențiar universitar la Universitatea de Stat „Alecu Russo” din Bălți (USARB)[290]
- Elena Harconița, director al Bibliotecii științifice a USARB[290]
- Nistor Grozavu, viceprimar al municipiului Chișinău[291]
- Vladimir Modîrcă, arhitect-șef proiecte în Societatea cu Răspundere Limitată „MARHITRAV-ATM”, municipiul Chișinău[291]
- Ivan Pavlenco, antreprenor din orașul Cahul[292]
- Ion Gumene, director de producție al Societății pe Acțiuni „Moldovahidromaș”, municipiul Chișinău[293]
- Victoria Melnic, rector al Academiei de Muzică, Teatru și Arte Plastice[294]
- Serghei Bragarenco, director al Societății cu Răspundere Limitată „Antelis-Agro”, raionul Ștefan-Vodă[295]
- Alexei Cîrpac, agronom-șef al Cooperativei Agricole de Producție „Balasinord”, raionul Briceni[295]
- Liubovi Evstratiev, maistru la Combinatul de Vinuri „Cricova” SA[295]
- Victor Guțu, director al Societății cu Răspunde-re Limitată „AMG-Kernel”, raionul Soroca[295]
- Serghei Uricu, director al Societății cu Răspunde-re Limitată „Slohor-Uris”, raionul Rezina[295]
- Nicolae Ropot, șef de secție în Aparatul președintelui raionului Sîngerei[296]
- Vladimir Lisenco, medic-șef al Centrului de Sănătate Publică Raional Cahul[297]
- Societatea cu Răspundere Limitată „LUKOIL-Moldova”[298]
- Ion Paciu, inginer-șef la Institutul Municipal de Proiectări „Chișinăuproiect”[299]

### 2016
- Lucia Crețu, șef al Serviciului Arhivă al Consiliului Raional Soroca[300]
- Valentin Țîmbaliuc, consilier al Președintelui Republicii Moldova în domeniul juridic și relațiilor instituționale, reprezentant al Președintelui Republicii Moldova în relațiile cu Parlamentul și Guvernul[301]
- Iurie Hmarnîi, președinte al Uniunii Veteranilor Războiului din Afganistan din municipiul Bălți[302]
- Piotr Popovici, ex-director al fostei Școli-internat nr.1 din municipiul Chișinău[303]
- Vasile Manalachi, vicedirector al Institutului de Proiectări pentru Organizarea Teritoriului[304]
- Maria Gorii, profesoară la Colegiul Politehnic din Chișinău[305]
- Ana Bejan, fostă profesoară, orașul Soroca[306]
- Eugen Condrea, preot paroh al bisericii „Sfîntul Mare Mucenic Gheorghe” din cadrul Complexului Memorial dedicat victimelor catastrofei de la Cernobîl[307]
- Anatol Caciuc, corespondent special al Companiei „Teleradio-Moldova”[308]
- Leonid Bejenari, vicepreședinte al comitetului de conducere al Băncii Comerciale „Moldova-Agroindbank” SA (MAIB)[309]
- Tamara Jitariuc, director al filialei Glodeni a MAIB[309]
- Marcel Teleucă, vicepreședinte al comitetului de conducere al MAIB[309]
- Aurel Sîmboteanu, prorector al Academiei de Administrare Publică[310]
- Ala Cara, director adjunct al filialei Tvardița a Colegiului de Muzică „Ștefan Neaga”[311]
- Ștefan Țurcanu, profesor universitar la Universitatea Agrară de Stat din Moldova[312]
- Vasile Botnari, director al Institutului de Genetică, Fiziologie și Protecție a Plantelor[313]
- Ion Comanici, cercetător științific principal la Grădina Botanică[313]
- Mihail Papuc, șef de redacție în cadrul Întreprinderii de Stat Editorial-Poligrafice „Știința”[313]
- protoiereul mitrofor Ioan Plămădeală, paroh al Catedralei „Schimbarea la Față a Mântuitorului” din municipiul Chișinău[314]
- Mihail Vîrțan, consultant principal în Secretariatul Parlamentului Republicii Moldova[315]
- Mihail Lazari, specialist în Aparatul președintelui raionului Ocnița[316]
- Nicolae Mereacre, secretar al Consiliului Raional Ialoveni[316]
- Svetlana Radu, secretar al Consiliului Orășenesc Strășeni[316]
- Alexandra Bacioi, director adjunct al Serviciului Stare Civilă[317]
- Boris Cucută, medic la Institutul Oncologic[318]
- Cornelia Guțu Bahov, șef de secție la Spitalul Clinic Municipal „Sfânta Treime”, Chișinău[318]
- Alexandru Lungu, șef de secție la Centrul Național de Sănătate Publică[318]
- Ion Lupan, profesor universitar la Universitatea de Stat de Medicină și Farmacie „Nicolae Testemițanu” (USMF)[318]
- Gheorghe Rojnoveanu, profesor universitar la USMF[318]
- Valeriu Sava, coordonator programe de sănătate în cadrul Biroului de Cooperare al Elveției în Republica  Moldova[318]
- Eusebiu Sencu, conferențiar universitar la USMF[318]
- Minodora Ticu, director al Asociației Medicale Teritoriale Ciocana, municipiul Chișinău[318]
- Livia Jandîc, șef de direcție la Ministerul Finanțelor[319]
- Ion Movilă, șef al Inspectoratului Fiscal de Stat Glodeni[319]
- Viorel Gaina, locotenent-colonel de poliție[320]
- Galina Velicdanova, inginer superior al Serviciului Tehnologii Informaționale[320]
- Maria Gheorghiță, profesor universitar la Universitatea Tehnică a Moldovei[321]
- Vitalii Mrug, director general al Societății cu Răspundere Limitată „Genesis Internațional”[322]
- Nae-Simion Pleșca, deputat în Parlament, membru al Uniunii Jurnaliștilor din Moldova[323]
- Alic Bîrcă, conferențiar universitar la Academia de Studii Economice a Moldovei (ASEM)[324]
- Evghenia Feuraș, profesor universitar la ASEM[324]
- Rodica Hîncu, șef de catedră la ASEM[324]
- Nicolae Melnic, șef al policlinicii Stațiunii Balneoclimaterice „Codru” SRL, satul Hîrjauca, raionul Călărași[325]
- Boris Curoș, director al Rezervației Naturale de Stat „Plaiul Fagului”[326]
- Anatolie Budevici-Puiu, șef de catedră la Universitatea de Stat de Educație Fizică și Sport (USEFS)[327]
- Viorel Dorgan, prim-prorector al USEFS[327]
- Vasile Triboi, decan la USEFS[327]
- Valentin Guznac, secretar general adjunct al Guvernului[328]
- Victor Vizir, administrator al Societății cu Răspundere Limitată „Vinăria Hîncești”[329]
- Eduard Bernaz, șef de secție la Spitalul Clinic Republican[330]
- Boris Gîlca, consilier al viceprim-ministrului în domeniul sănătății[330]
- Dumitru Căldare, conferențiar universitar la Universitatea de Stat din Moldova[331]
- Ecaterina Dănilă, profesoară la Liceul Teoretic cu profil de Arte „Mihail Berezovschi”, municipiul Chișinău[331]
- Vasile Grati, profesor universitar la Universitatea de Stat din Tiraspol (cu sediul la  Chișinău)[331]
- Larisa Grinciuc, profesoară la Liceul Academiei de Științe a Moldovei[331]
- Evghenia Marin, șef de serviciu la Ministerul Educației[331]
- Gheorghe Mișcoi, profesor universitar la Universitatea Liberă Internațională din Moldova[331]
- Domnița Nemțanu, profesoară pensionară, comuna Cărpineni, raionul Hîncești[331]
- Ion Roșca, șef al Centrului Metodic Raional al Direcției Educație Sîngerei[331]
- Valeriu Sanduleac, director comercial al Societății pe Acțiuni „Moldovahidromaș”[332]
- Tudor Ungureanu, director al Societății cu Răspundere Limitată „Garma-Grup”, raionul Hîncești[333]
- Vera Macinskaia, judecător demisionat la Curtea Supremă de Justiție[334]
- Svetlana Novac, director executiv adjunct al Institutului Național al Justiției[334]
- Nelea Budăi, vicepreședinte al Curții de Apel Chișinău[335]
- Valentina Clevadî, judecător la Curtea Supremă de Justiție[335]
- Ala Cobăneanu, judecător la Curtea Supremă de Justiție[335]
- Tamara Cristei, șef de catedră la Liceul Academiei de Științe a Moldovei[336]
- Simion Ropot, redactor-șef al Monitorului Oficial al Republicii Moldova[337]
- Sveatoslav Prodan, director al Întreprinderii de Stat „Întreprinderea Silvo-Cinegetică Cimișlia”[338]
- Gheorghe Nicolau, profesor universitar la Universitatea de Stat de Medicină și Farmacie „Nicolae Testemițanu”[339]
- Mihail Caraman, profesor universitar la Universitatea de Stat din Moldova (USM)[340]
- Ion Dumbrăveanu, profesor universitar la USM[340]
- Carolina Platon, profesor universitar la USM[340]
- Valentin Tomuleț, profesor universitar la USM[340]
- Ivan Covalov, jurnalist[341]
- Ion Scoarță, director al Societății cu Răspundere Limitată „TIMSCOR-COM”[342]
- Veronica Oglindă, regizor la Compania „Teleradio-Moldova”[343]

### 2017
- Gabriela Lungu, director artistic al Teatrului Municipal de Păpuși „Guguță”[344]
- Anna Statova, director al Societății cu Răspundere Limitată „Moroi”, UTA Găgăuzia[344]
- Andrei Cemîrtan, mecanizator în Societatea pe Acțiuni „Avicola Corlăteni”, raionul Rîșcani[345]
- Gheorghi Glavcev, director al Societății cu Răspundere Limitată „Agrofavor”, raionul Taraclia[345]
- Ion Ilieș, conducător artistic al Ansamblului de Dansuri Populare „Arnăutul”, orașul Rîbnița[345]
- Elena Olaru, cusătoreasă la Fabrica de Confecții „Ionel” SA[345]
- Vladimir Spițîn, antrenor de polo pe apă[345]
- Vladimir Manea, medic la Institutul de Medicină Urgentă[346]
- Dumitru Mastak, șef al Centrului Municipal de Dializă, Chișinău[346]
- Eleonora Tcaci, vicedirector al Centrului Național de Asistență Medicală Urgentă Prespitalicească[346]
- Viorel Vetrilă, director interimar al Spitalului Clinic de Traumatologie și Ortopedie, Chișinău[346]
- arhimandritul Filaret (Iurie Cuzmin), starețul Mănăstirii „Adormirea Maicii Domnului”, satul Căpriana, raionul Strășeni[347]
- Svetlana Haritonova, arbitru internațional, antrenor la Clubul de Șah și Joc de Dame din municipiul Chișinău[348]
- Boris Nevednicii, maestru internațional la șah, multiplu campion național[348]
- Aurel Fondos, membru al delegației Republicii Moldova în Comisia Unificată de Control, colonel[349]
- Victor Macrinschi, membru al delegației Republicii Moldova în Comisia Unificată de Control, colonel[349]
- Gheorghe Roman, membru al delegației Republicii Moldova în Comisia Unificată de Control în perioada 1995-2002[349]
- Tatiana Macarova, consultant principal în Direcția generală informare și documentare a Aparatului Președintelui Republicii Moldova[350]
- Nicolai Curtev, docent interimar la Universitatea de Stat din Taraclia „Grigore Țamblac”[351]
- Boris Gaina, membru titular al Academiei de Științe a Moldovei[351]
- Valentin Tofanciuc, agronom la Societatea cu Răspundere Limitată „AMG Kernel”, orașul Soroca[351]
- Iacov Cazacu, vicepreședinte al Consiliului de Administrație al Societății pe Acțiuni „Moldovagaz”[352]
- Vladimir Carpov, administrator al Întreprinderii de Stat „Bacul Molovata”[353]
- Liuba Mardari, vicedirector al Colegiului de Transporturi din Chișinău[354]
- Eugenia Stratan, profesoară la Liceul Teoretic „I. Creangă”, municipiul Chișinău[354]
- Vasilisa Zlobin, director al Școlii-Grădinițe nr. 136, municipiul Chișinău[354]
- Eudochia Balaevscaia, profesor-pensionar, satul Vărăncău, unitate administrativ-teritorială din stînga Nistrului[355]
- Piotr Sosnovschi, conducător auto la Societatea cu Răspundere Limitată „Tezeu-Lux”, raionul Ocnița[356]
- Dmitri Eșanu, prorector al Universității de Stat de Educație Fizică și Sport[357]
- Evgheni Grigoriev, profesor-antrenor la Școala Sportivă Specializată de Polo pe Apă nr. 4 „Gheorghe Osipov”[357]
- Anatolii Pervanciuc (post-mortem), ex-președinte al Clubului de Handbal „Olimpus-85”[357]
- Liudmila Vișnevețkaia, profesor-antrenor la Școala Sportivă Specializată de Polo pe Apă nr. 4 „Gheorghe Osipov”[357]
- Maria Madan, actriță la Teatrul Dramatic de Stat pentru Tineret „S Ulițî Roz”[358]
- Pavel Cebotari, director al Societății cu Răspundere Limitată „Oclanda Agro”, raionul Soroca[359]
- Nicolai Dragan, președinte al Gospodăriei Colective „Pobeda”, UTA Găgăuzia[359]
- Mihail Paciu, conducător al Gospodăriei Țărănești „M.I. Paciu”, raionul Orhei[359]
- Oxana Petrovici, director comercial al Societății pe Acțiuni „Alfa Nistru”, raionul Soroca[359]
- Valeriu Reznic, mecanizator în cadrul Societății cu Răspundere Limitată „Agro-Patreasca”, raionul Briceni[359]
- Grigore Butescu, colonel de poliție în rezervă[360]
- Gabrielle Goffredo, multiplu campion mondial la proba de dans latino-american[361]
- Anna Matus, multiplu campion mondial la proba de dans latino-american[361]
- Gheorghii Vornicoglo, director al Liceului Teoretic „Mihail Tuzlov” din satul Chirsova, UTA Găgăuzia[362]
- Anatol Arcea, membru al Uniunii Teatrale din Moldova[363]
- Clavdia Osadceaia, membru al Uniunii Teatrale din Moldova[363]
- Igor Taran, actor la Teatrul de Dramă și Comedie „Nadejda Aronețkaia” din Tiraspol[363]

### 2018
- Vlad Batrîncea, vicepreședinte al Comisiei cultură, educație, cercetare, tineret, sport și mass-media a Parlamentului[364]
- Elena Pahomova, jurnalistă[364]
- Nicolae Pascaru, președinte al Mișcării Naționale „Voievod”[364]
- Oleg Sava, membru al Uniunii Veteranilor Războiului din Afganistan, raionul Fălești[365]
- Tudor Cîrlan, profesor-antrenor la Liceul Internat Republican cu Profil Sportiv, municipiul Chișinău[366]
- Mihail Malear, multiplu campion european și mondial la judo și sambo[366]
- Cezar Ivanov, căpitan în rezervă[367]
- Alexandru Maliuga, colonel în retragere[367]
- Maria Acbaș, director general al Fabricii „OLOI PAC” SRL, municipiul Comrat[368]
- Nina Bigovscaia, medic la Spitalul Raional Rezina[368]
- Raisa Coca, consultant principal în cadrul Cancelariei de Stat[368]
- Alexandra Perova, vicedirector al Întreprinderii Mixte „Zernoff” SRL[368]
- Elena Tentiuc, șef al Secretariatului Curții Supreme de Justiție[368]
- Elena Tverdohleb, judecătoare la Judecătoria Edineț[368]
- Raisa Voscoboinic, profesoară la Liceul Teoretic Rujnița, raionul Ocnița[368]
- Ghenrih Casparov, membru al Federației de Volei[369]
- Mihail Copîlov, profesor-antrenor la Școala Sportivă Specializată „Speranța”, municipiul Chișinău[369]
- Vladimir Șmuț, profesor-antrenor la Școala Sportivă Specializată pentru Copii și Juniori nr. 1, municipiul Bălți[369]
- Mihail Sosnovschi, solist de balet la Opera de Stat din Viena (Wiener Staatsoper)[370]
- Alexandr Șișchin, actor la Teatrul Dramatic de Stat pentru Tineret „S Ulițî Roz”[370]
- Valeriu Voicu, membru al Organizației Obștești „Cernobîl” din raionul Ungheni[371]
- Lidia Cramceaninova, regizor de sunet la Compania „Teleradio-Moldova”[372]
- Mihail Crasnostan, psiholog la Gimnaziul Colicăuți, raionul Briceni[373]
- Anatolii Ormanji, director al Societății cu Răspundere Limitată „CAFADAR”, UTA Găgăuzia[373]
- Anatolie Semionov, fost angajat la Ministerul Justiției[373]
- Chiril Tatarlî, președinte al raionului Taraclia[373]
- Nicolae Tricolici, director general al Societății pe Acțiuni „Supraten”[373]
- Petr Caireac, președinte al Societății pe Acțiuni „Iugintertrans”, orașul Taraclia[373][374]
- Vasili Belous, premiant al Campionatului European de Box[375]
- Tudor Blîndu, antrenor judo la Școala Sportivă din orașul Ocnița[375]
- Anatolii Dovgopol, membru al Federației de Box, antrenor[375]
- Dmitri Galagoț, premiant al Campionatului European de Box[375]
- Vladimir Polcanov, premiant al Jocurilor Paralimpice, președinte de onoare al Comitetului Paralimpic[375]
- Victor Șumilo, vicepreședinte al Comitetului Paralimpic[375]
- Condratie Bivol, medic la Spitalul Ministerului Afacerilor Interne[376]
- Liliana Damian, asistentă medicală principală la Spitalul Clinic Militar Central[376]
- Mihail Erlih, medic la Spitalul Clinic Municipal „Sfânta Treime”, Chișinău[376]
- Pavel Gnatiuc, conferențiar universitar la Universitatea de Stat de Medicină și Farmacie „Nicolae Testemițanu”[376]
- Ion Mihu, șef de secție la Institutul Mamei și Copilului[376]
- Marigula Moșneaga, director de departament la Centrul Sănătății Familiei „Galaxia”, Chișinău[376]
- Eugen Railean, șef de secție la Spitalul Clinic Municipal de Copii „Valentin Ignatenco”, Chișinău[376]
- Victor Balmuș, director al Centrului de Cercetări Juridice al Institutului de Cercetări Juridice și Politice al Academiei de Științe a Moldovei[377]
- Victor Andrusenco, artist-acrobat al primului colectiv de circ al Republicii Moldova[378]
- Ion Daniliuc, membru al Consiliului Republican al Uniunii Inventatorilor și Raționalizatorilor „Inovatorul”[379]
- Iuri Lichii, director adjunct al Serviciului Fiscal de Stat[380]
- Tatiana Loghin, șef de direcție generală în cadrul Serviciului Fiscal de Stat[380]
- Preasfințitul Ioan (Ioan Moșneguțu), episcop de Soroca, vicar al Mitropoliei Moldovei[381]
- Preasfințitul Siluan (Marin Șalari), episcop de Orhei, vicar al Mitropoliei Moldovei, stareț al Mănăstirii „Nașterea Maicii Domnului”, satul Curchi, raionul Orhei[381]
- protoiereul Vetceslav Cazacu, prorector al Academiei de Teologie Ortodoxă din Moldova[381]
- protoiereul mitrofor Adrian Cotelea, secretar al Eparhiei de Edineț și Briceni[381]
- Diana Covalciuc, director fondator al Centrului de Reabilitare Pediatrică „Tony Hawks”, municipiul Chișinău[381]
- Maria Muravschi, preoteasă, Biserica „Sfîntul Arhanghel Mihail”, satul Dubăsarii Vechi, raionul Criuleni[381]
- protoiereul mitrofor Pavel Vuluță, protopop de Drochia, paroh al Bisericii „Adormirea Maicii Domnului”, orașul Drochia[381]
- Liliana Iaconi, șef de direcție la Ministerul Finanțelor[382]
- Natalia Sclearuc, șef de direcție la Ministerul Finanțelor[382]
- Vera Siminel, maior în rezervă[383]
- Vlad Burlea, compozitor[384]
- Dumitru Cojocaru, director general al Complexului Turistic „Vatra-Elita” SRL, orașul Vadul lui Vodă[384]
- Nicolae Meleca, președinte al Cooperativei de Consum UniversalCOOP, raionul Anenii Noi[384]
- Anton Pozdircă, director al filialei Șoldănești a Societății pe Acțiuni „Rețelele Electrice de Distribuție Nord”[384]
- Aurel Zara, director al filialei Bălți a Băncii Comerciale „Moldova-Agroindbank” SA[384]
- Vera Bejan, profesoară la Liceul Teoretic „Ștefan cel Mare”, satul Molovata, raionul Dubăsari[385]
- Irina Bogaciuc, director al Liceului Teoretic „N. Gheorghiu”, municipiul Chișinău[385]
- Govhar Bunițkaia, director al Liceului Teoretic „N. M. Spătaru”, municipiul Chișinău[385]
- Nadejda Coloman, director interimar al Gimnaziului „A. Pușkin”, orașul Cantemir[385]
- Nina Crapivnaia, director al Liceului Teoretic „T. Maiorescu”, municipiul Chișinău[385]
- Nina Negară, profesoară la Centrul de Excelență în Informatică și Tehnologii Informaționale, municipiul Chișinău[385]
- Daria Sternioală, profesoară la Liceul Teoretic „M. Eminescu”, orașul Florești[385]
- Boris Șapovalov, profesor la Liceul Teoretic „D. Cantemir”, municipiul Chișinău[385]
- Raisa Tiholaz, director al Liceului Teoretic „A. Pușkin”, orașul Anenii Noi[385]
- Eduard Volcov, conferențiar universitar la Institutul de Relații Internaționale din Moldova[385]
- Stanislav Macarciuc, inginer[386]
- Dumitru Bevza, avocat în Biroul Asociat de Avocați „Comrat”[387]
- Nina Cernat, judecător la Curtea de Apel Chișinău[387]
- Raisa Guzun, pensionar al organelor Procuraturii[387]
- Vasile Șchiopu, președinte al Judecătoriei Ungheni[387]
- Efrosinia Pascova, ex-director al Liceului Teoretic Tvardița, raionul Taraclia[388]
- Vera Adamachi, asistentă medicală principală la Institutul de Neurologie și Neurochirurgie[389]
- Valerii Timirgaz, vicedirector al Institutului de Neurologie și Neurochirurgie[389]
- Alexandru Jolnaci, director al Întreprinderii Individuale „Jolnaci Alexandru”, municipiul Chișinău[390]
- Dumitru Solomon, rector al Academiei de Transporturi, Informatică și Comunicații[390]
- Larisa Boiștean, medic la Institutul Mamei și Copilului[391]
- Tatiana Motelica, moașă superioară la Institutul Mamei și Copilului[391]
- Virgil Petrovici, șef de secție la Institutul Mamei și Copilului[391]
- Alexandru Catan, director general al Societății pe Acțiuni „Mezon”, municipiul Chișinău[392]
- Alexandru Epureanu, titular al Selecționatei de Fotbal a Republicii Moldova[393]
- Alexandru Gațcan, titular al Selecționatei de Fotbal a Republicii Moldova[393]
- Artur Ioniță, titular al Selecționatei de Fotbal a Republicii Moldova[393]
- Gheorghe Sajin, antrenor la Centrul de Pregătire a Tânărului Fotbalist „Zimbru”, Chișinău[393]
- Serghei Busuioc, decan la Universitatea de Stat de Educație Fizică și Sport[394]

### 2019
- Alexei Cernopischi, conducător al Societății cu Răspundere Limitată „Agro-Patreasca”, raionul Briceni[395]
- Ivan Derivolcov, director al Societății cu Răspundere Limitată „Agro-Albota”, raionul Taraclia[395]
- Stepan Driga, administrator al Societății cu Răspundere Limitată „Agro-Tiras”, raionul Dubăsari[395]
- Timofei Moraru, administrator al Societății cu Răspundere Limitată „Victoria Agro”, raionul Telenești[395]
- Ilia Stoianov, administrator al Societății cu Răspundere Limitată „Trans-Aidar”, UTA Găgăuzia[395]
- Vladimir Udodovici, director al Societății cu Răspundere Limitată „Tehnostel-Car”, orașul Hîncești[395]
- Alexandru Vîlcu, director al Societății cu Răspundere Limitată „FRESH-TIME”, orașul Șoldănești[395]
- Afanasii Cîvîrjic, membru al Consiliului Decanilor de Vârstă din UTA Găgăuzia, municipiul Comrat[396]
- Ivan Lapușnean, membru al Consiliului Decanilor de Vârstă din UTA Găgăuzia, satul Avdarma[396]
- Sergiu Macovei, membru al Uniunii Veteranilor Războiului din Afganistan[397]
- Iurii Statkevici, președinte al Comunității Belaruse din Republica Moldova[398]
- Filip Calancea, lăcătuș la Societatea pe Acțiuni „Combinatul de Articole din Carton” din Chișinău[399]
- Evghenia Dolgopolova, muncitoare la Societatea pe Acțiuni „Combinatul de Articole din Carton” din Chișinău[399]
- Societatea pe Acțiuni „Combinatul de Articole din Carton” din Chișinău[400]
- Alexei Casapciuc, director al Serviciului Privat de Asistență Medicală Urgentă Prespitalicească[401]
- Ludmila Cobzari, decan la Academia de Studii Economice din Moldova[401]
- Valentina Șpac, șefă de departament la Universitatea de Stat de Medicină și Farmacie „Nicolae Testemițanu”[401]
- Pavel Talpalaru, membru al Uniunii Meșterilor Populari din Moldova[401]
- Valentina Caterev, profesoară, satul Molovata Nouă, raionul Dubăsari[402]
- Tamara Chișcă-Doneva, judecător la Curtea Supremă de Justiție[402]
- Lidia Grădinaru, director al Școlii primare nr.83 „Grigore Vieru”, municipiul Chișinău[402]
- Larisa Prisacari, director adjunct al Liceului Teoretic „Mircea Eliade”, municipiul Chișinău[402]
- Elena Prisacari, conducător muzical în Instituția de Educație Timpurie nr. 16, municipiul Soroca[403]
- Alexei Crivenchii, membru al Uniunii Ofițerilor din Republica Moldova[404]
- protoiereul Mihail Gondiu, paroh al Bisericii „Sfântul Mucenic Haralampie”, municipiul Chișinău
- arhimandritul Patrocl (Anatolie Porombac), duhovnic și administrator al Mănăstirii „Sfânta Treime”, satul Rudi, raionul Soroca
- protoiereul Valerie Potoroacă, paroh al Bisericii „Sfântul Mare Mucenic Pantelimon”, municipiul Chișinău
- protoiereul Mihail Sîrbu, paroh al Bisericii „Sfinții Arhangheli Mihail și Gavriil”, satul Tătărăuca Veche, raionul Soroca[405]
- Alexandru Cheptănaru, ex-președinte al biroului executiv al Cooperativei de Consum „Universcoop”, orașul Rîșcani[406]
- Vasile Cucu, consilier al directorului Centrului Național de Asistență Medicală Urgentă Prespitalicească[406]
- Gheorghe Grighel, cercetător științific coordonator la Institutul Științifico-Practic de Horticultură și Tehnologii Alimentare[406]
- Mihail Karaseni, director general al Societății cu Răspundere Limitată „Trans-Oil-Refinery”, municipiul Ceadîr-Lunga[406]
- Elena Lazareva, judecător demisionat la Curtea de Apel Comrat[406]
- Svetlana Lisagor Vergis, președinte al Comunității Moldovenilor din orașul Atena, Republica Elenă[406]
- Valentin Scurtu, antreprenor, municipiul Chișinău[406]
- Valeriu Ursachi, director general al „Estate Invest Company”[406]
- Victor Usteanschi, operator de imagine la Postul de  Televiziune „Accent TV”[406]
- Vladimir Verdeș, farmacist la Agenția Medicamentului și Dispozitivelor Medicale[406]
- Grigore Filipov, membru al Societății Vânătorilor și Pescarilor din Republica Moldova, orașul Dubăsari[407]
- Andrei Munteanu, membru al Societății Vânătorilor și Pescarilor din Republica Moldova, municipiul Chișinău[407]
- Serghei Cladco, director al Filialei Ungheni a Camerei de Comerț și Industrie a Republicii Moldova[408]
- Serghei Harea, președinte al Camerei de Comerț și Industrie a Republicii Moldova[408]
- Vasile Nicolai, șef de direcție la Camera de Comerț și Industrie a Republicii Moldova[408]
- Vladimir Buzu, medic la Sanatoriul „Nufărul Alb” SRL, municipiul Cahul[409]
- Valeri Cera, șef de schimb la Întreprinderea de Stat „MoldATSA”[410]
- Nicolae Pecerschii, dispecer la Întreprinderea de Stat „MoldATSA”[410]
- Victor Popușoi, director de direcție la Întreprinderea de Stat „MoldATSA”[410]
- Ghenadie Tataru, conducător de zboruri la Întreprinderea de Stat „MoldATSA”[410]
- Mihail Terentiev, șef de schimb la Întreprinderea de Stat „MoldATSA”[410]
- Andrei Alexeev, director al Spitalului Raional Ungheni[411]
- Gheorghii Clecicov, medic la Institutul Oncologic[411]
- Efrosinia Coițan, medic la Spitalul Raional Comrat[411]
- Andriana Cozub, medic la Spitalul Clinic Municipal Bălți[411]
- Tamara Gherman, medic la Spitalul Raional Briceni[411]
- Elena Guțan, medic la Centrul de Sănătate Edineț[411]
- Mihail Maniuc, profesor universitar la Universitatea de Stat de Medicină și Farmacie „Nicolae Testemițanu”[411]
- Raisa Popovici, medic la Spitalul Clinic de Boli Infecțioase „Toma Ciorbă”[411]
- Dmitri Sain, șef de laborator la Institutul de Ftiziopneumologie „Chiril Draganiuc”[411]
- Mihail Serbianu, medic la Spitalul Raional Ungheni[411][412]
- Elena Șauga, medic la Spitalul Clinic Municipal de Copii „Valentin Ignatenco”[411]
- Nicolae Șavga, medic la Institutul Mamei și Copilului[411]
- Iulii Peaticovschi, antrenor principal al Lotului Național de Sambo[413]
- Mihail Sidorov, jurist, ex-deputat în Parlament[414]
- Ion Stăvilă, Ambasador cu misiuni speciale la Ministerul Afacerilor Externe și Integrării Europene[414]
- Victor Andrușca, director al Instituției Publice „Căpitănia Portului Giurgiulești”[415]
- protoiereul mitrofor Feodor Borta, paroh al Bisericii „Sfântul Proroc Ioan Botezătorul”, municipiul Chișinău[415]
- Mihai Cojocaru, șef adjunct de direcție a Consiliului Municipal Chișinău[415]
- Corneliu Furculiță, vicepreședinte al Comisiei agricultură și industrie alimentară a Parlamentului[415]
- Ivan Gheorghiu, președinte al Federației de Lupte[415]
- Vasile Macovei, veteran al muncii, raionul Șoldănești[415]
- Tanina Cîrlig, președinte al Asociației Obștești „Moldova AID”, orașul Rîșcani[416]
- Alexandru Bazilev, veteran al aviației civile[417]
- Mihail Bradu, președinte al Federației Sindicatelor Transportului Aerian „SINDTRANSAERO”[417]
- Boris Cabac, viceadministrator[417]
- Iurie Caraulan, inginer deservire tehnică[417]
- Nicolai Dudchin, șef al Serviciului Aerodrom[417]
- Ștefan Fulga, veteran al aviației civile[417]
- Vasilii Petrițchi, comandant navă aeriană[417]
- Anatolie Șevelev, veteran al aviației civile[417]
- Violeta Cojocaru, profesor universitar la Universitatea de Stat din Moldova[418]
- Tatiana Vîzdoagă, conferențiar universitar la Universitatea de Stat din Moldova[418]
- Maia Borozan, profesor universitar, director al Școlii doctorale din cadrul Universității Pedagogice de Stat  „Ion  Creangă”[419]
- Nicolae Bucun, director adjunct al Institutului de Științe ale Educației[419]
- Iulia Cazangiu, învățătoare la Liceul Teoretic „Mircea Eliade”, municipiul Chișinău[419]
- Lidia Ghinda, director al Gimnaziului „Olga Cobîleanschi”, satul Unguri, raionul Ocnița[419]
- Eugenia Ovcinikov, profesoară la Liceul Teoretic „M. Guboglo”, municipiul Ceadîr-Lunga, UTA Găgăuzia[419]
- Anatolie Sidorenco, director al Institutului de Inginerie Electronică și Nanotehnologii „D. Ghițu” al Academiei de Științe a Moldovei[419]
- Ana Sterpu, profesoară-pensionară, raionul Nisporeni[419]
- Marcel Teleucă, profesor la Instituția Privată de Învățământ Liceul Teoretic „Orizont”, municipiul Chișinău[419]
- Ella Vlaicu, conferențiar universitar la Academia de Muzică, Teatru și Arte Plastice[419]
- Elena Zubcov, șef de laborator la Institutul de Zoologie al Academiei de Științe a Moldovei[419]
- Combinatul de Materiale de Construcții „MACON” SA[420]
- Tatiana Vieru, vicepreședinte al Curții Supreme de Justiție[421]
- Anna Bațmanova, director al Centrului Cultural al Comunității Evreiești din Republica Moldova[422]
- Emmanuil Grinșpun, vicepreședinte al Comunității Evreiești din Republica Moldova[422]
- Gheorghe Angheluță, director general al Societății pe Acțiuni „Inlac”, raionul Edineț[423]
- Leonid Barg, director al Întreprinderii Mixte „Rediagro” SRL, raionul Dondușeni[423]
- Constantin Bolohan, administrator al Societății cu Răspundere Limitată „Agrar-Prut”, raionul Nisporeni[423]
- Gheorghe Cojocari, administrator al Societății cu Răspundere Limitată „Luan&Cov Grup”, raionul Șoldănești[423]
- Nicolae Grati, medic veterinar, orașul Criuleni[423]
- Grigore Țurcan, administrator al Societății cu Răspundere Limitată „Martogri”, raionul Hîncești[423]
- Nicolae Ciobanu, vicepreședinte al comitetului sindical al Asociației Nevăzătorilor din Moldova[424]
- Tatiana Chiper, director al Centrului Național de Informare și Reabilitare[424]
- Gheorghe Lungu, administrator al Întreprinderii de Instruire și Producere „Optimist Etern” SRL[424]
- Eugenia Mîndru, conducător artistic al Ansamblului de Artiști Amatori „Lumintehnica”[424]
- Violeta Andrieș, membru al Curții de Conturi[425]
- Sofia Ciuvalschi, șef de direcție generală la Curtea de Conturi[425]
- Marina Covali, membru al Curții de Conturi[425]
- Sergiu Guja, ex-membru al Curții de Conturi[425]
- Andrei Groza, ex-membru al Curții de Conturi[425]
- Elizaveta Foca, ex-vicepreședinte al Curții de Conturi[425]
- Ion Morozniuc, ex-membru al Curții de Conturi[425]
- Vasile Moșoi, șef de direcție generală la Curtea de Conturi[425]
- Ecaterina Paknehad, șef al aparatului la Curtea de Conturi[425]
- Svetlana Purici, șef de direcție generală la Curtea de Conturi[425]
- Natalia Trofim, șef de direcție generală la Curtea de Conturi[425]
- Sergiu Știrbu, șef de direcție generală la Curtea de Conturi[425]
- Călin Botean, director al Companiei „GG Cables & Wires EE” în Moldova[426]
- Marin Ciobanu, coordonator al zonelor economice libere din Moldova[426]
- Svetlana Chișlaru, vicedirector al Spitalului Clinic Municipal „Sfântul Arhanghel Mihail” (municipiul Chișinău)[427]
- Tudor Ostrovschi, profesor-antrenor la Școala Sportivă Specializată de Polo pe Apă nr.4 „Gheorghe Osipov”, municipiul Chișinău[428]
- Anatol Balanuță, profesor universitar la Universitatea Tehnică a Moldovei[429]
- Mircea Bernic, prorector la Universitatea Tehnică a Moldovei[429]
- Nicolae Ciobanu, conferențiar universitar la Universitatea Tehnică a Moldovei[429]
- Tatiana Sanduța, conferențiar universitar la Universitatea Tehnică a Moldovei[429]
- Dinu Țurcanu, prorector la Universitatea Tehnică a Moldovei[429]